# NGC 405
NGC 405 este o stea situată în constelația Phoenix. A fost descoperită în 6 septembrie 1834 de către John Herschel.